# 단산
단산(簞山)은 대한민국 제주특별자치도 서귀포시 안덕면 사계리에 있는 높이 158m의 오름으로 거대한 박쥐(바굼지·바구미)가 날개를 편 모습 같고, 또는 대바구니 모양을 연상한다고 하여 ‘굼지오름’, ‘바곰지오름’ 또는 ‘바굼지오름’이라고 부르기도 한다.

## 위치
제주 단산은 사계리에 있는 오름으로 대정읍 인성리와 사계리를 연결하는 농로가 단산 서남쪽을 따라가며 금산과의 경계부인 산중턱을 지나고 있으며, 단산의 서쪽 절 옆으로 난 길을 따라 가거나, 대정향교 옆으로도 오를 수 있다. 오름의 노두는 오랜 세월 풍식을 받아 골격만 남아 있다. 바위 봉우리가 중첩된 북사면은 수직의 벼랑을 이루고 있으며, 남사면은 다소 가파른 풀밭에 소나무와 보리수나무가 있다. 서사면에는 단산사(壇山寺)가 있고, 남동쪽 기슭에는 유형문화재 제4호인 대정향교와 제주교수아카데미가 있다. 향교 서쪽 길가에는 산 기슭 바위 틈에서 흘러나온 '석천(石泉)‘이라는 샘(새미물)이 있다. 단산은 최근 추사 유배길 1코스(집념의 길)에 포함되어 탐방객들이 늘고 있다.

## 대정향교
현 행정구역상 사계리 단산의 기슭에 있는 대정향교는 조선 태종 16년(1416)에 세웠는데 이후 터가 좋지 않다하여 여러 차례 옮기다가 효종 4년(1653)에 지금 있는 자리로 옮겼다. 영조 48년(1772)에는 명륜당을, 헌종 원년(1835)에는 대성전을 다시 지었다. 추사 김정희가 유배생활을 할 때 이곳에서 학생들을 가르치기도 했다고 전한다. 조선시대에는 나라로부터 토지와 노비·책 등을 지급받아 운영하였다. 지금은 교육적 기능은 없어지고 제사 기능만 남아있으며, 《대정향교절목》 등의 책이 남아있는데 유교경전이 대부분을 이루고 있다.

## 전해오는 이야기
제주의 단산은 서귀포시 안덕면 사계리에 위치한 오름(측화산)이다. 응회구의 퇴적층으로 이루어진 바위산으로 침식에 의해 분화구의 일부만 남아 있다. 오름의 형상이 독특한데 북사면은 깎아지는 절벽으로 되어 있고 남사면은 비교적 완만하다.
『신증동국여지승람』(대정)에는 '파고산(把古山)'이라 했는데 『남사록』에는 ‘파고천(把古泉)’, 『탐라지』와 『조선지지자료』 등에는 ‘단산(簞山)’과 ‘석천(石泉)’, 『탐라순력도』에는 ‘파군산(破軍山)’, ‘파군산악(破軍山岳)’ 등으로 기록되어 있다.
『조선강역총도』에 '파고악(把古岳)', 『영주산대총도』에 '단산(簞山)'이라 기재했고 『1872년지방지도』(대정)에도 '단산(簞山)이라 했는데, 오름 앞에 있는 향교도 표기했다. 형태가 거대한 박쥐가 날개를 편 모습을 연상시킨다하여 '바굼지오름'이라고 했다는 설과, 지형이 대바구니와 같이 생겼다 해서 '바고니', '바굼지'라 했다는 설 등이 있지만 정확하지 않다.

## 같이 보기
- 돈대산
- 산방산
- 넙게오름
- 남송악오름